# Brian Delate
Brian Delate (Trenton, 8 aprile 1949) è un attore statunitense.
Ha debuttato come attore nel 1988 ed il suo ruolo di maggior rilievo è quello del padre di Jim Carrey in The Truman Show.
È sposato ed ha una figlia.